# Acridoderes uvarovi
Acridoderes uvarovi är en insektsart som först beskrevs av Miller, N.C.E. 1925.  Acridoderes uvarovi ingår i släktet Acridoderes och familjen gräshoppor. Inga underarter finns listade i Catalogue of Life.